# タクテクス (ゲーム)
タクテクス（Tactics）は２つの仮想国の軍隊間の戦闘を題材としたボード・ウォーゲームである。
商業的なものとしては最初のボード・ウォーゲームとして知られている。
米国メリーランド州でチャールズ・S・ロバーツCharles S. Robertsが1952年にデザインし、1954年に The Avalon Game Company の名義で自費出版した。
当初のデザイン時にはマップが2枚であったが、出版時には1枚となった。
1958年にアバロンヒル社が設立された時に、タクテクスIIとしてリバイズ版が出版された。
その後、1961年、1972年と再版され、さらに1983年には25周年記念版としてオリジナルのタクテクスが再版された。
タクテクスは現在のボード・ウォーゲームでも標準的に使われる多くのシステムの先駆者となった。
例えば以下のようなものが挙げられる。
- 個々の戦闘部隊をあらわす厚紙のカウンター
- カウンターに別の数値として移動力と戦闘力を表示
- オッズ比による戦闘結果表
- いろいろな地形をあらわす升目
- 升目毎に異なる移動コスト

ただし、マップに重ねあわされる升目は、後のボード・ウォーゲームで一般的となる六角形の升目（ヘクス）ではなく、正方形の升目（スクエア）であった。

## 関連作品
アオイホノオ第11巻
漫画家を目指す焔は、リングにかけろに影響されて大学の夏休みに実家にも帰らず下宿先の部屋に篭ってマンガを描く。いつになくペンのノリもよく、やる気も珍しく出ている時に同じ下宿の先輩が、ボードゲーム好きの焔にルール説明に30分ルール片手に実際のプレイに3時間、本格的にプレイすると6時間かかるが、知的でオトナな最先端の面白いゲームで遊ぼうと持ちかけられる。モチベーションを6時間保ち続けられる魅力あるゲームだと思い込んでプレイする焔だが、ユニットごとの移動戦闘ルールがよく分からず頭を抱える。作品上のゲーム名は、BACTICS-II。